# Cum să evadezi de pe Pământ
Cum să evadezi de pe Pământ (titlu original: Escape from Planet Earth) este un film științifico-fantastică de animație 3D, de comedie și aventură din 2013, produs de Rainmaker Entertainment și distribuit de The Weinstein Company în Statele Unite ale Americii și Alliance Films în Canada. Este regizat de Cal Brunker (în debutul său regizoral în lungmetraj), cu un scenariu care a scris împreună cu Bob Barlen. Vocile sunt asigurate de Rob Corddry, Brendan Fraser, Sarah Jessica Parker, William Shatner, Jessica Alba, Jane Lynch, Craig Robinson, George Lopez, Sofía Vergara, Steve Zahn, Chris Parnell, Jonathan Morgan Heit și Ricky Gervais.